# Raxifabia tunicata
Raxifabia tunicata är en mossdjursart som beskrevs av Gordon 1988. Raxifabia tunicata ingår i släktet Raxifabia och familjen Bifaxariidae. Inga underarter finns listade i Catalogue of Life.